# Pachnobia borealis
Pachnobia borealis là một loài bướm đêm trong họ Noctuidae.